# シボレー・マリブ
シボレー・マリブ (Chevrolet Malibu) は米・ゼネラルモーターズがシボレーブランドで販売する中型セダンである。

## 概要
元々は1964年に登場したシェベルの上級グレードの名称であったが、1978年にシェベルの生産を終了後はセダンの名称として独立し、途中の中断はあるが、現在まで引き継がれている。
メカニズムやサイズなどに基づくと、（日本車的に表現すると）5代目からが「シボレー・マリブ」となるのだが、この項ではその前身にあたるシェベルについても簡略的に触れる。
2023年現在、シボレーブランドにおける現行のセダン型乗用車としてはマリブが唯一となる。

## 歴史

### 初代（1964-1967年）

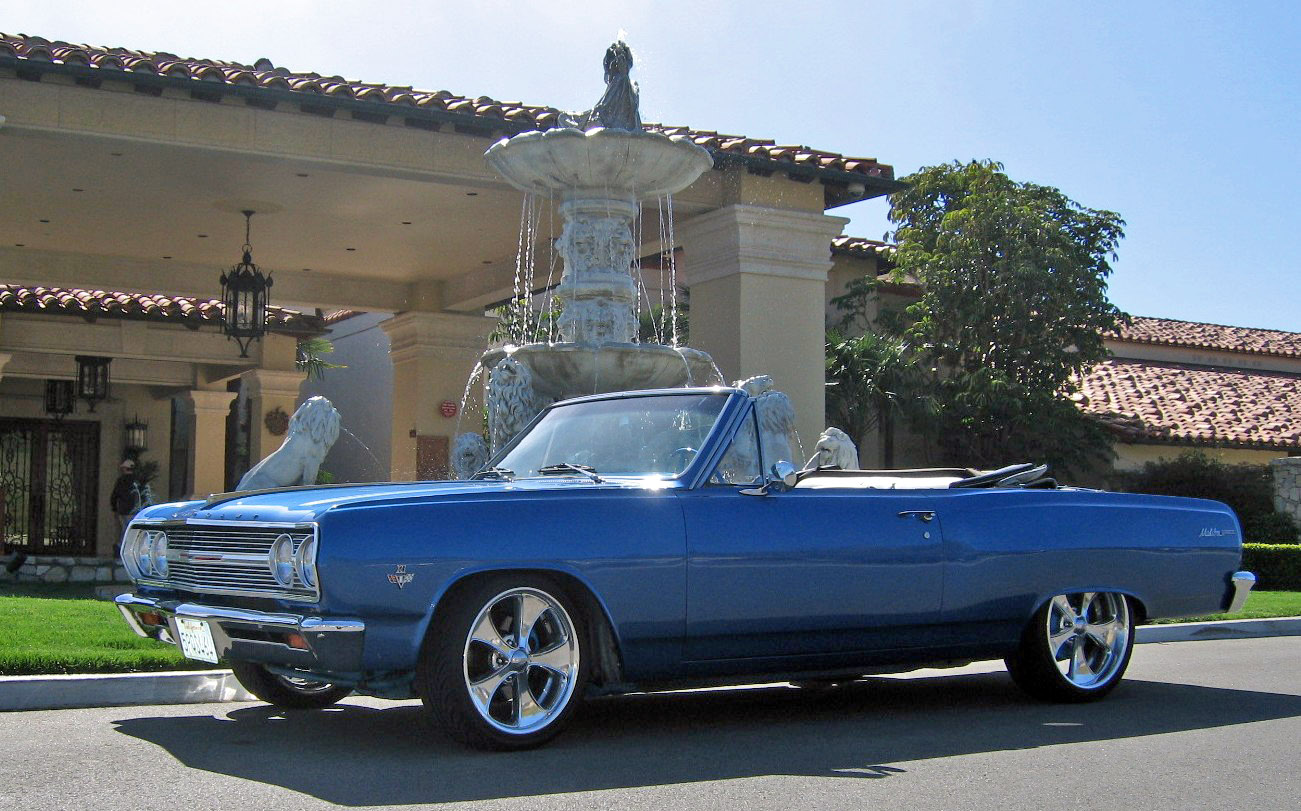

シボレーシェベルとして1964年に登場。セダン、ステーションワゴン、クーペ、コンバーチブルと幅広いバリエーションを展開するとともに、スタイリッシュかつ機能的なコンセプトが受け、爆発的に売れた。「マリブ」の名はクーペの高出力モデルの「マリブSS」として用意されたのが始まりである。以降、「マリブ」は上級グレードの名として3代目まで使用された。

### 2代目（1968-1972年）

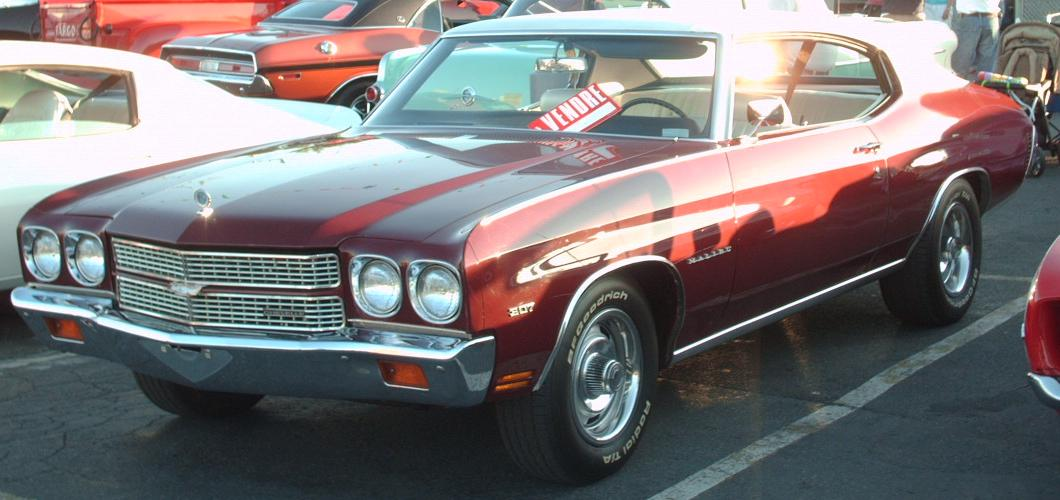

初のフルモデルチェンジ。ボディバリエーションは初代と同じく4種だが、そのエクステリアは角が取れてややラウンディッシュなスタイルとなっている。SSに採用されるV型8気筒エンジンは4.6 Lから5.0 Lに変更されたが、後に排出ガス規制が強化されたことによって強力なイメージは徐々に消えて行く。

### 3代目（1973-1977年）

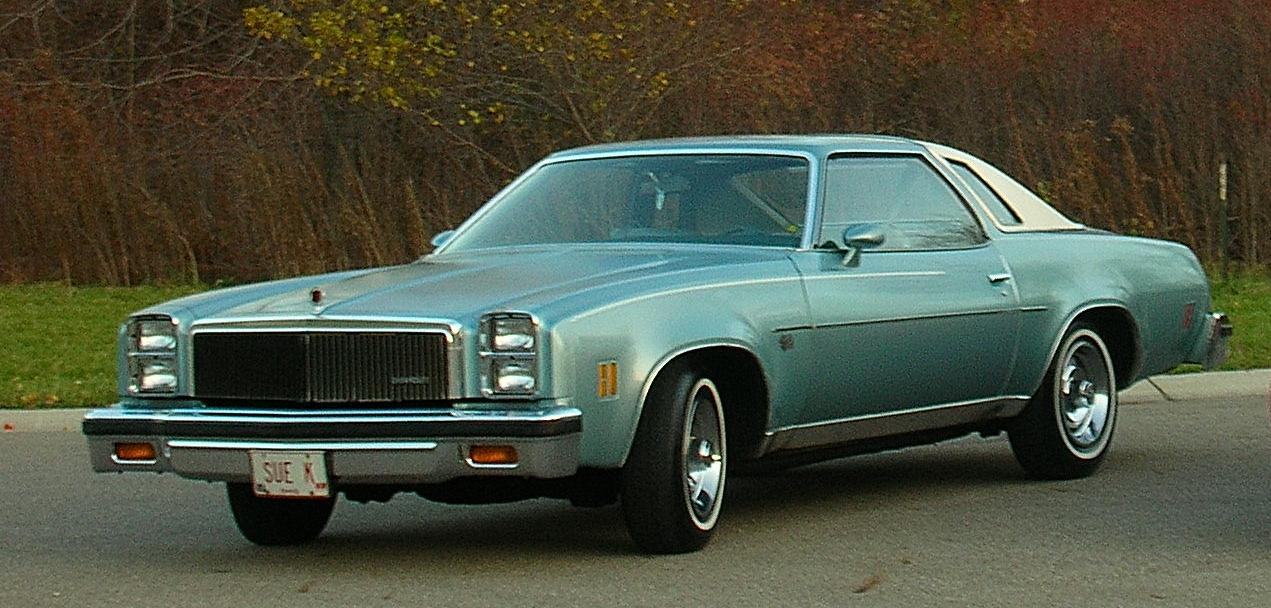
クーペ

上述の排ガス規制強化に伴い、基本性能を充実させた。 ボディバリエーションはコンバーチブルが落ち、「セダン」「クーペ」「ステーションワゴン」の3種となった。1974年、「シェベルデラックス」を「シェベル」に変更。クーペに設定された「SS」は1976年まで生産された。
NASCARにおいて活躍したモデルでもある。

### 4代目（1978-1983年）
この代より「マリブ」として独立。世界的にダウンサイジングの傾向が強まり、プラットフォーム（Gプラットフォーム）やメカニズムを新設計するなどして4代目もこの流れに沿うこととなった。ボディバリエーションは3代目と同じで3種。

### 5代目（1997-2003年）
1987年から1996年まで生産されたセダン「コルシカ」がメーカーの予想に反して不人気となっていたため、1997年にブランドを復活させた。5代目は「Nプラットフォーム」を採用したコルシカの流れを受け、FFを採用。エンジンはV型6気筒の3.1Lと直列4気筒の2.2Lを採用し、4代目までと比べると大幅にダウンサイジングされている。

### 6代目（2004-2007年）
同じGMグループであるオペルの中型車「ベクトラ」（3代目、通称：ベクトラC）のシャシー（＝GMイプシロンプラットフォーム）をベースに開発。エンジンはエコテックと呼ばれる直列4気筒・2.2Lのほか、3.5Lと3.9LのV型6気筒も用意。派生車種としてシグナムをベースとしたハッチバック「マリブMAXX（マックス）」も用意された。また、この代より高性能モデルの「SS」も復活している。

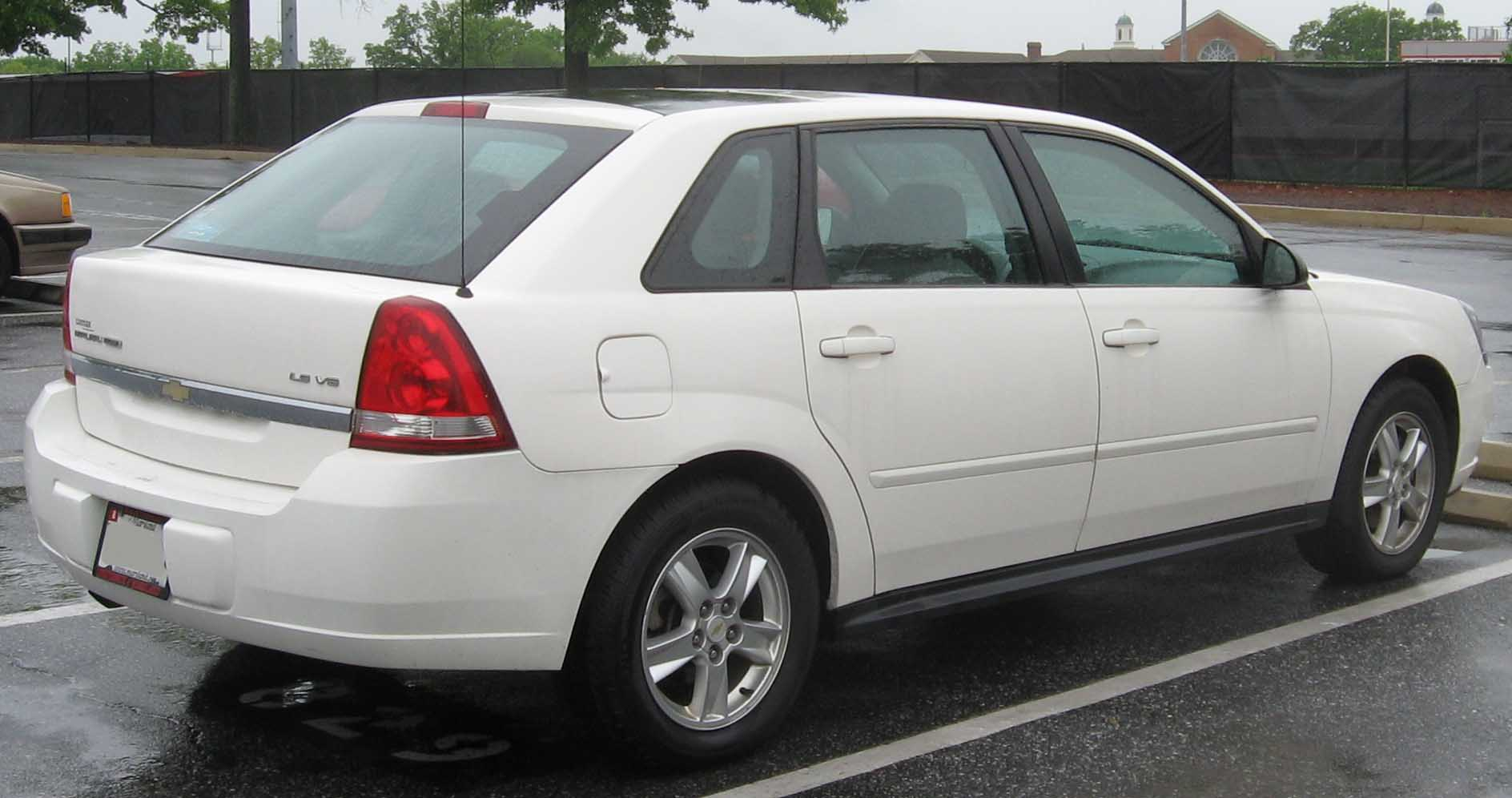
マリブMAXX

### 7代目（2007年-2011年）
メカニズムの多くは6代目のキャリーオーバーだが、細部にわたり改良が施された。その結果、2008年の北米カー・オブ・ザ・イヤーを受賞したほか、2010年にはGMグループ全体においてもベストセラーの座を獲得している。

### 8代目（2011年-2016年 、V300型）
GMイプシロンⅡプラットフォームを採用した「オペル・インシグニア」をベースに開発された。新型は更なるエンジンのダウンサイジングが図られ、直列4気筒の2.0Lと2.4Lの2種になり、それらに6速ATが組み合わされる。衝突安全性についてもユーロNCAPの最高評価である☆☆☆☆☆（五つ星）を獲得している。この代よりアメリカはもちろん、欧州やアジア等においても発売され、世界戦略車としての使命も任されることとなる。ちなみに、2011年10月に8代目の市販型が世界で初めて生産開始されたのはアメリカではなく韓国（韓国GM）であった。尚、韓国においてはトスカの後継車種という位置づけであり、税金面で有利な2.0L・LPGi仕様やディーゼル（いずれもオーランドのものと同一）もラインナップされる。
中国市場（上海GM）においては、2度のフェイスリフトを経て、2017年においても9代目（マリブXL）と併売されている。
2012年2月28日、GMウズベキスタンにて生産が開始。ウズベキスタンでは同年7月から販売が開始された。
2013年5月31日には米国仕様マリブの2014年モデルが発表された。発売からわずか1年でフェイスリフトが行われ、フロントグリルの大型化など内外装の変更が行われた。
2013年6月12日、オーストラリア向けホールデン・マリブが発表された。シボレー版との外観上の相違点はエンブレムとグリル程度である。エンジンは2.4Lガソリンと2.0Lディーゼルの2種類となる。

### 9代目（2016年- ）
2015年のニューヨークモーターショーで世界初公開。外観は先代よりも一回り大きくなり、全長とホイールベースがそれぞれ60㎜、100㎜伸びているが、超高張力鋼板の比率を増やしたことで従来比約130㎏の軽量化に成功している。内外装デザインはもとより、エンジンも完全新開発によってさらなるダウンサイジングが図られ、1.5Lと2.0Lのガソリンターボの2種に6速もしくは8速のATが組み合わされる（後者はアイシンAW（現:アイシン）製）。また、シャシも軽量かつ強度の高い新開発の「E2XX」が採用されている。
新型の特色の一つとして、「ティーン・ドライバー・システム」の採用がある。これは、免許を取得したばかりのオーナーの子供が、ひとりで車を運転する際に親を安心させるために開発されたシステムで、あらかじめ設定された速度以上で走行した場合、音と映像でドライバーに警告を発し、安全運転を促す。さらに、親に「レポートカード」として、子供が運転した際の走行データを提供。走行距離や最高速のほか、速度超過の警告回数、前面衝突警報の回数、自動ブレーキやスタビリティコントロールの作動回数などを親に報告出来るというものである。
北米市場においては、2016年より販売を開始。同年4月には、マリブ史上初となるハイブリッド仕様を追加。1.8L直噴エンジンに1.5kWhのリチウムイオン電池を用いた２個の電気モーターとの組み合わせにより、182hpを発生する一方で、燃費はクラス最良となる約20km/Lを叩き出している。
韓国においても韓国GMが同年4月にプレス向けの発表会を行い、近日中の発売開始を示唆。同年6月の釜山モーターショーにおいても、上述のハイブリッド仕様を発表し、その後市販を開始した。
中国市場（上海GM）においては、先代と併売する関係で「マリブXL」を名乗る。
2019年にマイナーチェンジを実施。

## 注・出典
1. ↑  GMのグローバルセダン、マリブ新型…韓国で生産開始Response 2011年10月19日（2012年3月29日閲覧）
2. ↑  “Assembly of Chevrolet Malibu was started in Uzbekistan”.   Autostat (2012年2月28日). 2013年8月25日閲覧。
3. ↑  “Chevrolet Launches Malibu in Uzbekistan”.   GM Media Online (2012年3月20日). 2013年8月25日閲覧。
4. ↑  “2014 Chevrolet Malibu is Roomier, More Efficient”.   GM Media Online (2013年5月31日). 2013年7月7日閲覧。
5. ↑  “Chevrolet Unveils 2014 Malibu with Cosmetic, Space and Engine Tweaks”.   Carscoops (2013年5月31日). 2013年7月7日閲覧。
6. ↑  “2013 V300 Holden Malibu Product Information”.   GM Media Online (2013年6月12日). 2013年7月7日閲覧。
7. ↑  “Holden Launches New Malibu Sedan in Australia Priced from $28,490”.   Carscoops (2013年6月13日). 2013年7月7日閲覧。